# Zabytki we Wrocławiu

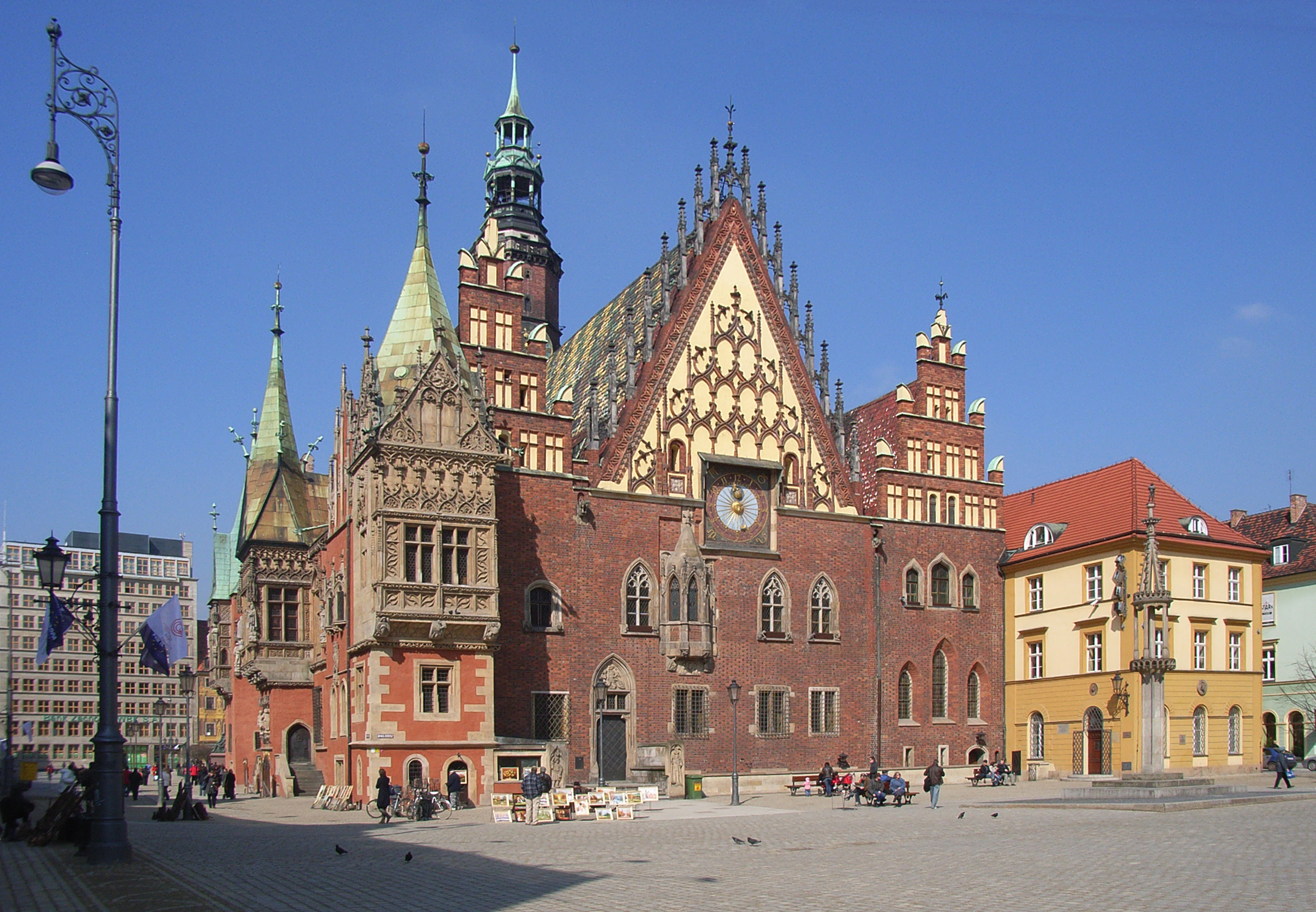
Ratusz wrocławski

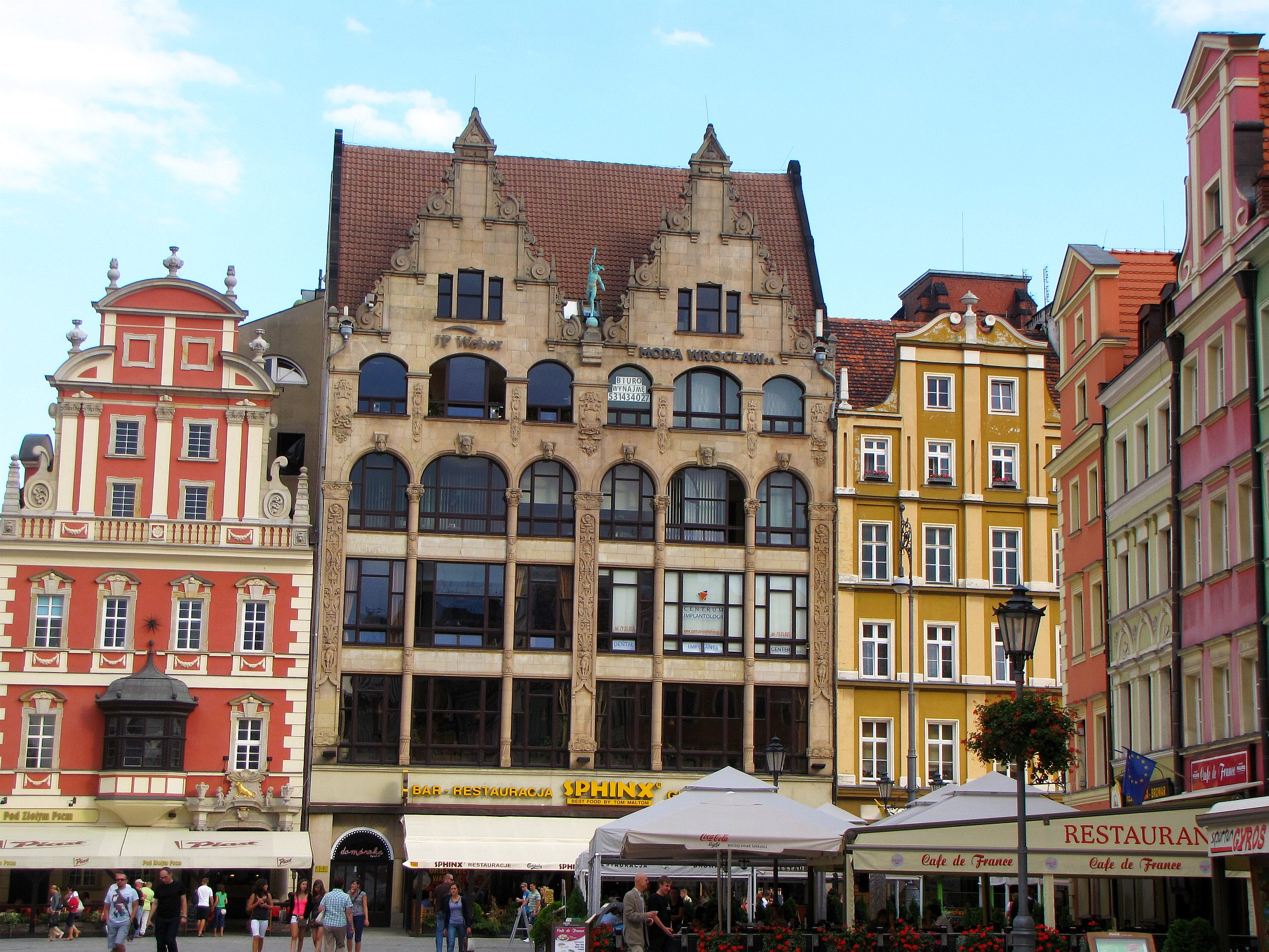
Kamienice w Rynku

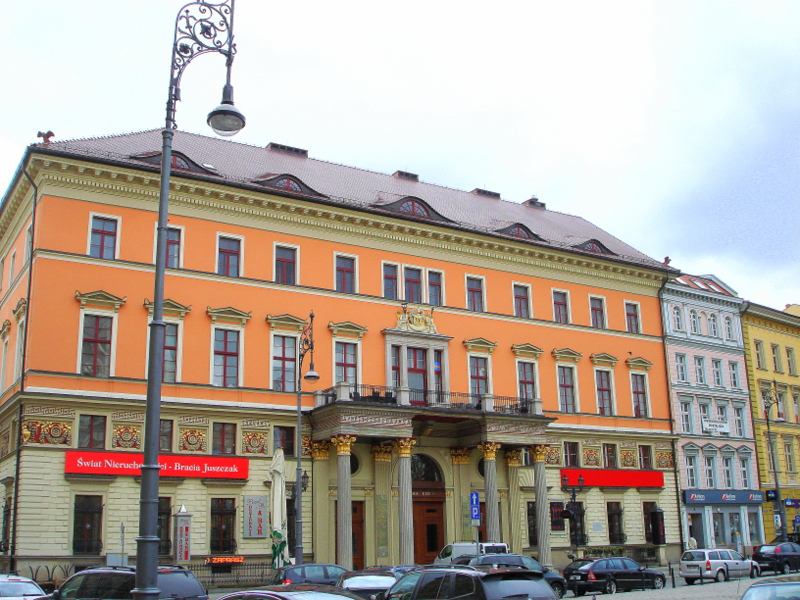
Stara Giełda przy Placu Solnym

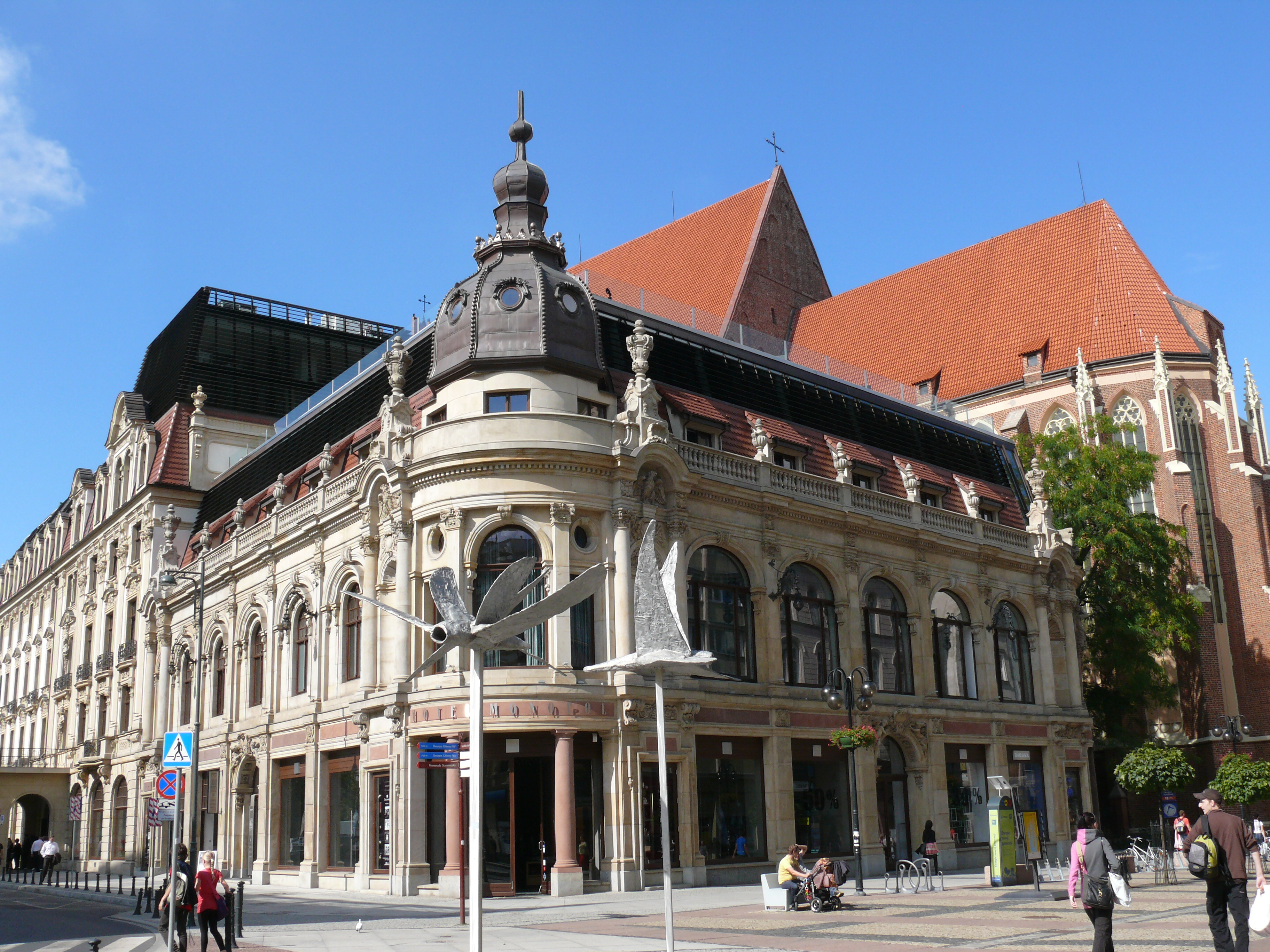
Wejście główne do
Hotelu Monopol

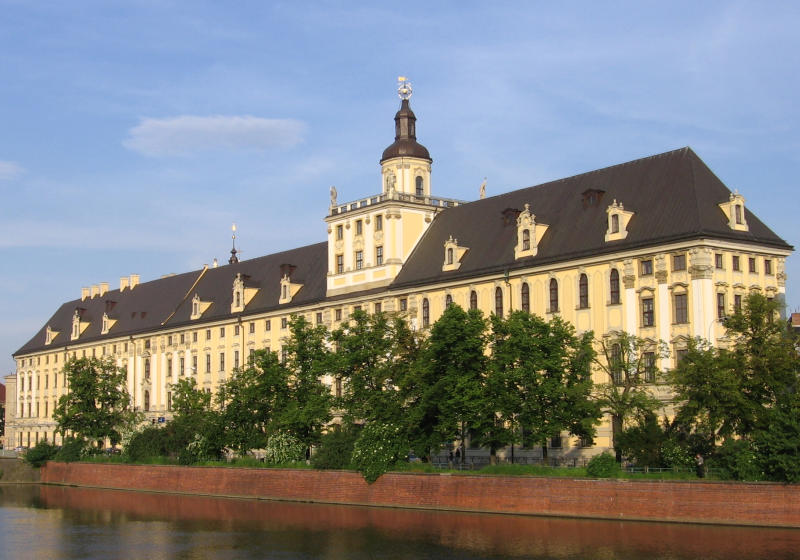
Collegium Maximum Uniwersytetu Wrocławskiego

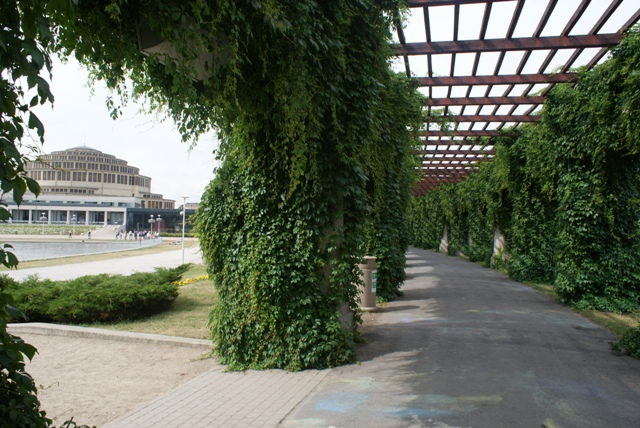
Pergola i Hala Stulecia

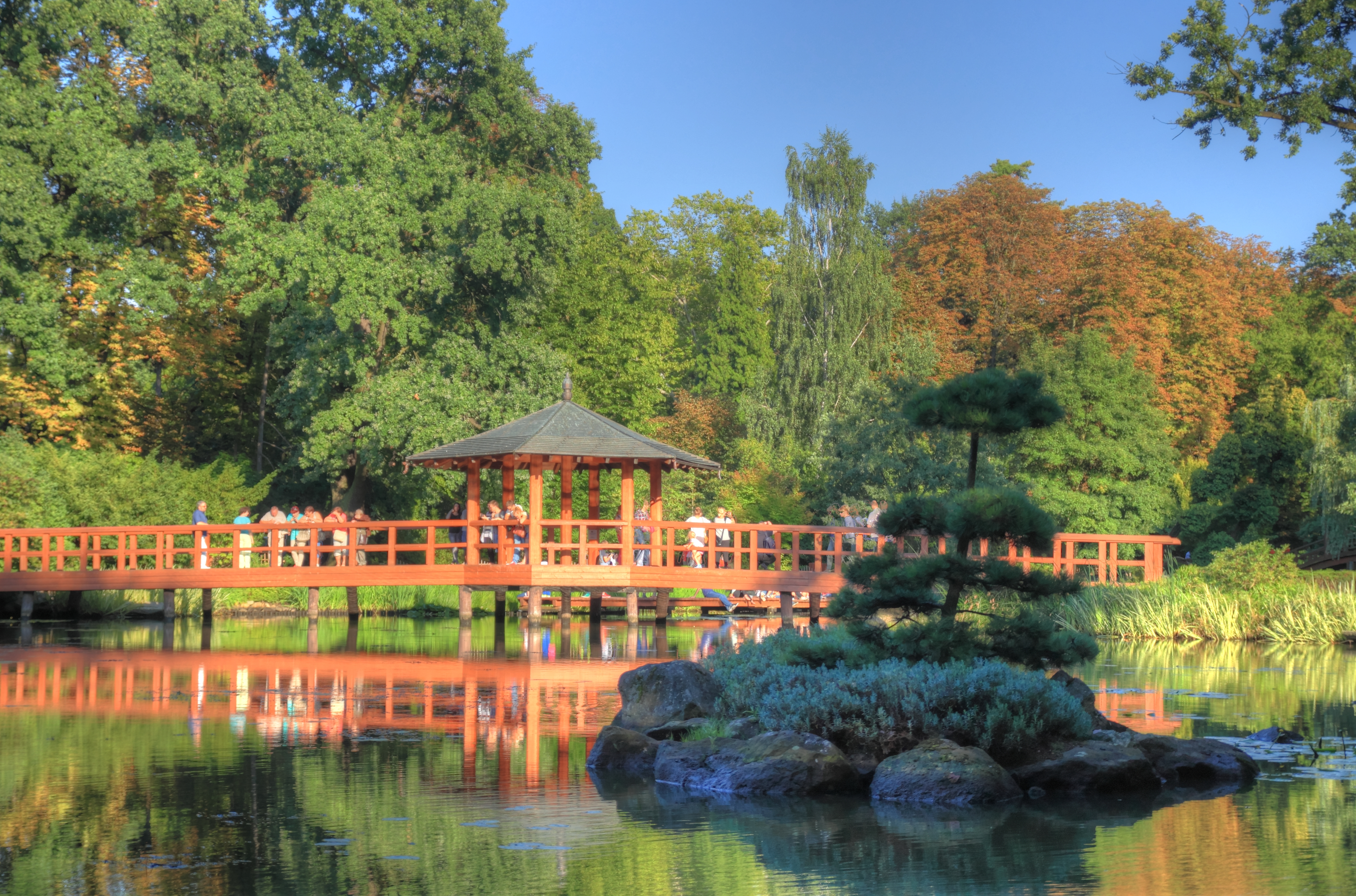
Ogród Japoński w Parku Szczytnickim

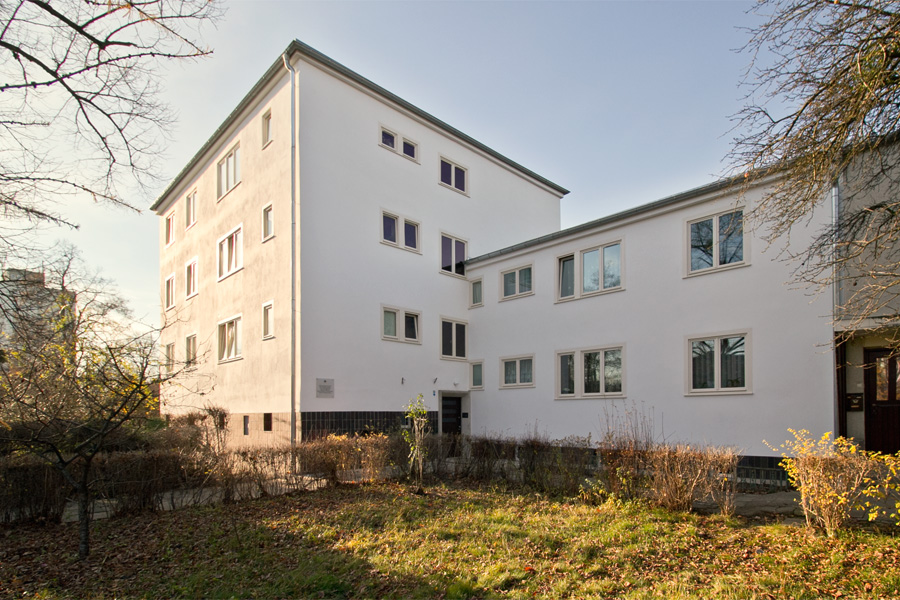
Osiedle „WUWA”

Zabytki we Wrocławiu – zabytki we Wrocławiu, wpisane do rejestru zabytków:
- zespół urbanistyczny Starego Miasta, z XIII w.-XIX w.
- zespół urbanistyczny Ostrowa Tumskiego i wysp: Piaskowej, Bielarskiej, Słodowej i Tumskiej
- Rynek – blok zachodni – strefa podziemia
- teren d. opactwa benedyktyńskiego na Ołbinie
- układ urbanistyczny Przedmieścia Oławskiego, z XIII w.-XIX w.
- układ urbanistyczny dzielnicy Psie Pole, z XIII w.-XIX w.
- osiedle Biskupin, z l. 1930-36
- osiedle „Księże Małe”, z 1928 r.
- osiedle Sępolno – zespół urbanistyczny, z l. 1918-25
- osiedle Towarzystwa Osiedlowego „Wrocław”, w rejonie ulic: Bolesława Krzywoustego – Giżycka – Kętrzyńska – Grudziądzka, 1930 r.
- osiedle „WUWA”, w rejonie ulic: Kopernika – Dembowskiego – Tramwajowa – Wróblewskiego – Zielonego Dębu, 1929 r.
- osiedle Zalesie – zespół urbanistyczny, z 1901 r.
- osiedle domków jednorodzinnych i bliźniaczych – układ urbanistyczny, z l. 1934-39, w rejonie ulic: Jeleniogórska – Cieplicka – Ciechocińska – Sobieszewska – Iwonicka
- osiedle pracowników gazowni – zespół urbanistyczny,  z 1919 r. (zabudowa ulic: Kamieniecka – Ząbkowicka – Złotostocka)
- układ urbanistyczny rejonu placu Kościuszki, z 1807 r.
- rejon placu św. Macieja – zespół urbanistyczny, z  1873 r.
- ostatnia pozostałość dawnego, dużego Klasztoru Dominikanów Stary Refektarz wraz z 800 letnim Kościołem Św. Wojciecha

## Świątynie i budynki sakralne
- Archikatedra św. Jana Chrzciciela we Wrocławiu, pl. Katedralny, z XIII w.-XIX w., po 1945 nr rej.: A/5352/2 z 25.11.1947 oraz 42 z 26.10.1961
- Kościół św. Antoniego z Padwy we Wrocławiu,  ul. św. Antoniego 23
- kościół św. Barbary, obecnie katedra prawosławna pw. Narodzenia Przenajświętszej Bogurodzicy,  ul. św. Mikołaja, z XIII w., XV/XVI
- Kościół św. Bonifacego we Wrocławiu, pl. Staszica 2-4, z 1897 r.
  - plebania, 1897 r.
- kościół pw. Bożego Ciała,  ul. Świdnicka,  z XV w.
- Kościół św. Wojciecha we Wrocławiu z XIII w.
- kościół par. pw. św.św. Doroty i Stanisława, pl. Franciszkański, z  1351-XVIII w.
- Bazylika św. Elżbiety we Wrocławiu, ul. św. Mikołaja, z XII-XV w.
- Kościół św. Elżbiety we Wrocławiu (ul. Grabiszyńska), z 1893 r.
- kościół par. pw. św. Henryka, ul. Gliniana, z l. 1889-93
- kościół pw. św. Idziego, pl. Katedralny, z poł. XIII w., po 1953 r.
- kościół pw. św.św. Jakuba i Krzysztofa, ul. Bolesława Krzywoustego 291, z drugiej poł. XII w., XX w.
- Kościół św. Jana Nepomucena (pw. św. Mikołaja), drewn., z k. XVI w.
- kościół par. pw. św. Józefa Rzemieślnika, ul. Krakowska 46, z l. 1932-33
- kościół pw. św. Karola Boromeusza, ul. Krucza, z l. 1910-12
- kościół pw. św. Krzysztofa, pl. św. Krzysztofa 1, z XV w.
- kościół pw. Świętego Krzyża, pl. Kościelny, z XII-XIV w.
- kościół pw. św. Łazarza, ul. Traugutta 541 z poł. XIV w., XV w.
- kościół pw. św. Marcina, ul. św. Marcina, z XIII w., l. 1958-68
- kościół par. pw. św. Marii Magdaleny, obecnie katedra polsko-katolicka, ul. Szewska, z l.  1342-60, po 1945
- kościół pw. MB Pocieszenia, ul. Wittiga, z 1919 r.
- kościół par. pw. MB Wspomożenia Wiernych, ul. Świątnicka 34, z 1909 r.
- kościół pw. św. Maurycego, ul. Traugutta, 2 poł XIII w., z l. 1723, 1897-99
- Kościół św. Michała Archanioła we Wrocławiu-Muchoborze Wielkim
- kościół pw. św. Michała Archanioła, ul. Nowowiejska (ul. Prusa 38?), z l.  1862-71
- kościół pw. św.św. Piotra i Pawła, ul. Katedralna 4, z XV w., XX w.
- kościół par. pw. Świętej Rodziny, ul. Monte Cassino, z 1930 r.
- zespół kościoła ewangelickiego, ul. Sudecka 90, z 1909 r.:   Kościół św. Augustyna we Wrocławiu,  plebania, obecnie, dom zakonny kapucynów,  ogrodzenie – mur z bramą
- zespół kościoła ewangelickiego, ul. Karmelkowa 94, z l. 1904-15:  kościół, obecnie rzym.-kat. par. pw. św. NMP Królowej Polski, plebania, cmentarz kościelny, ogrodzenie
- kościół pw. Opieki św. Józefa,  ul. Jedności Narodowej, z XIX w.
- kościół ewangelicki pw. Opatrzności Bożej, ul. Kazimierza Wielkiego, z poł. XVIII w.
- kościół ewangelicki „Pamiątkowy Króla Gustawa Adolfa”, obecnie wojskowy ewangelicki, ul. ks. Brzóski 1, z l. 1932-33
- Kościół Chrystusowy we Wrocławiu – kaplica ewangelicko-luterańska zakładu „Bethanien” z budynkiem mieszkalnym, ul. Żabia Ścieżka 1, z 1853 r.
- kaplica ewangelicka Kościoła Ewangelicko-Metodystycznego w RP, ul. Worcella 28 a, z l. 1901-02
- cerkiew prawosławna pw. św.św. Cyryla i Metodego, ul. św. Jadwigi 12 → kościół pw. św. Anny w zespole klasztornym augustianek
- Synagoga Pod Białym Bocianem we Wrocławiu, z l. 1820-29, ul. Włodkowica 7
- Sala Zgromadzeń Katolickiej Wspólnoty w Chrystusie, obecnie zbór Kościoła Adwentystów Dnia Siódmego, ul. Dąbrowskiego 14/16,  z l. 1861-62
- zespół klasztorny augustianek, ul. św. Jadwigi 12, z k. XIII w., XVII w., 1945 r.: kościół pw. św. Anny (św. Jakuba), obecnie cerkiew prawosławna pw. św.św. Cyryla i Metodego, klasztor, obecnie PP Wydawnictwa Kartograficzne
- zespół klasztorny augustianów „Na Piasku”, ul. św. Jadwigi 3/4, z drugiej poł. XII-XVIII w., po 1945: kościół pw. NMP, klasztor, obecnie Biblioteka Uniwersytecka
- zespół klasztorny bernardynów, ul. Bernardyńska 5:  kościół pw. św. Bernarda, klasztor, obecnie muzeum i biura
- zespół klasztorny bonifratrów, ul. Traugutta 57, z 1714 r., XIX w.:  kościół pw. Świętej Trójcy klasztor, obecnie klinika neurologiczna
- zespół klasztorny sióstr Dobrego Pasterza, pl. Grunwaldzki 3, 3 abc:  kościół, obecnie par. pw. Najświętszego Serca Pana Jezusa, z 1885 r.,  plebania, po 1880 r.,  budynek klasztorny „Nazareth”, obecnie salezjanów, z l. 1903-12, 1924,  budynek klasztorny „Josefhaus”, obecnie sióstr miłosierdzia, po 1880 r.
- zespół klasztorny dominikanek, ul. św. Katarzyny 18 / Purkyniego 1, z drugiej poł. XIV w.-XVIII w., po 1945 r.:  kościół pw. św. Katarzyny, d. klasztor
- zespół klasztorny dominikanów, pl. Dominikański, z 1226-XVIII w., 1945 r.:  kościół pw. św. Wojciecha, Stary Refektarz w skrzydle klasztornym przy dawnej Poczcie Paczkowej
- zespół klasztorny elżbietanek, ul. św. Antoniego 23:  kościół, obecnie par. pw. św. Antoniego, 1680-92,  klasztor, obecnie dom mieszkalny, ul. św. Antoniego 30, z XVIII w., po 1945 r.,  dom kapelana, obecnie plebania, ul. św. Antoniego 34, XVIII w., po 1945
- zespół klasztorny elżbietanek „szarych”, ul. św. Józefa 1/3:  klasztor z kaplicą pw. Niepokalanego Poczęcia NMP, z l. 1881-82:  oratorium św. Józefa, z 1892 r., budynek bramny, 1887 r., budynek nowicjatu, ul. św. Józefa 2/4,  z l. 1900-1902
- zespół klasztorny franciszkanów, al. Kasprowicza 26-28, z l. 1895-97, 1904-05:  kościół pw. św. Antoniego Padewskiego, 1900-01,  klasztor,  budynek gospodarczy, cmentarz zakonny,  mur ceglany
- zespół klasztorny zgromadzenia sióstr św. Jadwigi, ul. Sępa Szarzyńskiego 29 / Piwna:  kościół, z l.  1884, 1905,  klasztor, 1861 r., dom, ul. Piwna 2-6, 1901-02, ogrodzenie (mur.) z furtą, 1885
- zespół klasztorny jezuitów, pl. Uniwersytecki:  kościół pw. Imienia Jezus, z l. 1689-98,  kolegium jezuickie, obecnie Uniwersytet, 1726-32, XX w.
- klasztor karmelitów bosych, ul. Ołbińska 1 a → d. plebania ewangelicka, ul. Ołbińska
- zespół klasztorny klarysek, pl. Nankiera 16, XIII w.-XVII, po 1945: kościół z kaplicą św. Jadwigi, klasztor
- zakład zgromadzenia ss. nazaretanek, ul. św. Marcina 10, z 1834 r.:  budynek Zakładu Opieki Zgromadzenia Najśw. Rodziny z Nazaretu, kaplica,  dom, ogród klasztorny (teren d. zamku książęcego)
- klasztor sióstr Notre Dame, ul. św. Marcina 12:  budynek i ruiny z pozostałościami zamku piastowskiego, XIV w.-XV, pomieszczenie gotyckie – pozostałość zamku piastowskiego, z XV w.
- zespół klasztorny premonstrantów, pl. Nankiera 15, z 1232 r., XIV w., XVII-XVIII w., po 1945: kościół pw. św.św. Jakuba i Wincentego, klasztor
- klasztor salezjanek, ul. św. Jadwigi 11, z drugiej poł. XIV w., po 1945 r.
- zespół klasztorny Zakonu szpitalników z Czerwoną Gwiazdą, ul. Szewska – pl. Nankiera:  kościół pw. św. Macieja, pl. Bankiera, XIII w.-XVIII w.,  budynek oratorium, obecnie Duszpasterstwo Akademickie, ul. Szewska 36 a, z l. 1697, 1911, klasztor, obecnie Ossolineum, ul. Szewska 37, z l. 1675-1715
- zespół klasztorny ss. urszulanek, obecnie klasztor franciszkanów, szpital chorób dziecięcych, ul. Kasprowicza 62, 64-65, z XIX w.:  budynek główny,  budynek „B”, apteka i pralnia,  park (kapliczka, grota),  cmentarz zakonny (w parku)
- ogrodzenie – mur
- figura Matki Boskiej z Jezusem,  z 1647 r., na placu przed katedrą
- figura św. Jana Nepomucena, z 1731 r. , przed kościołem Świętego Krzyża
- fontanna z alegorią Walki i Męczeństwa, pl. 1 Maja, 1905 r.
- cmentarz Grabiszyński, ul. Grabiszyńska (Wrocław – Grabiszyn), z l. 1867-1916:  teren dawnego cmentarza, tzw. park, cmentarz,  kaplica, budynek administracji, ogrodzenie z bramami
- cmentarz żydowski, ul. Lotnicza-Lekarska, 1900 r.
- cmentarz żydowski, ul. Ślężna, z XIX w. – XX w.
- plebania, ul. Bożego Ciała 1, z poł. XVIII w
- konwikt św. Józefa, ul. Kuźnicza 35, 1734-55
- d. plebania kościoła pw. św. Wincentego,obecnie par. greckokatolicka., ul. Łaciarska 34, 1834 r.
- plebania ewangelicka, obecnie klasztor karmelitów bosych i plebania rzym.-kat., ul. Ołbińska 1 a, l. 1899-1900
- plebania, ul. Partyzantów 60

- budynek Duszpasterstwa Akademickiego „Maciejówka”, ul. Szewska 36 a → klasztor Zakonu Szpitalników z Czerwoną Gwiazdą
- Ossolineum, ul. Szewska 37, 1675-1715 → klasztor Szpitalników z Czerwoną Gwiazdą
- dom z reliktami kościoła cmentarnego pw. św. Agnieszki, ul. Szewska 47, XIV w., 1820
- plebania, ul. Traugutta 34, 1 poł. XIX w.

## Parki i ogrody
- Park Szczytnicki, z XVIII w./XIX w.
- Park Południowy, l. 1892-4
- Mała Sobótka park „Górka Skarbowców”, ul.Racławicka/Odkrywców, nr rej.: 570/A/05 z 12.09.2005
- Ogród Botaniczny Uniwersytetu Wrocławskiego, ul. Sienkiewicza / Kanonia, 1811 r.
- Ogród Roślin Leczniczych Uniwersytetu Medycznego we Wrocławiu, al. Kochanowskiego 10, z  pocz. XX w.: willa
- ogród Zoologiczny (część stara), ul. Wróblewskiego 1, 1864, 1927: budynek Dyrekcji,  budynek wejściowy,  brama Japońska,  warsztat, jedenaście pawilonów dla zwierząt
- tereny olimpijskie, ul. Mickiewicza, al. Olimpijska, ul. Paderewskiego, 1926-1938:  stadion z aleją olimpijską, hala sportowa, budynek kortów tenisowych, brama główna z pergolą, wieża zegarowa,  trybuny murowane,  stadion „Gwardii”,  trybuny drewniane,  kasy biletowe (2 stanowiska)  brama

## Fortyfikacje
- pozostałości murów obronnych: fragment, ul. Białoskórnicza 2-3, XIII w.,  fragment, ul. Grodzka 10-11, z XIII w.,  baszta i pozostałości fortyfikacji, ul. Krasińskiego (pl. Nowy Targ), z XIII w.
- brama Oławska (część podziemna) i fragmenty murów obronnych, pl. Dominikański (pod trasą W-Z)
- most Oławski (fragment), pl. Dominikański, z XV/XVI w.
- basteja, ul. Słowackiego, z k. XV w., XX w.
- relikty bastionu bramy Mikołajskiej i murów obronnych, pl. Jana Pawła II
- bastion ceglarski „Wzgórze Polskie”, pl. Polski, z XVI-XVIII w.
- bastion sakwowy „Wzgórze Partyzantów”, ul. Skargi 17, z  XIV w.-XVI-XIX w.
- arsenał miejski, ul. Cieszyńskiego 9, z XIV w., XVI w., XIX w.
- schron przeciwlotniczy, obecnie składnica muzealna, ul. Ołbińska 30, l. 1941-43
- fort piechoty z obwodem stanowisk strzeleckich, ul. Redycka, l. 1896-97, 1910

## Dworce kolejowe
- dworzec Dolnośląski, pl. Orląt Lwowskich, l. 1843-44
- dworzec Główny, ul. Piłsudskiego, z l. 1856, 1899-1904:  perony z wiatą peronową
- kotłownia kolejowa stacji Wrocław Główny, ul. Paczkowska, 1929 r.
- zespół dworca Górnośląskiego, ul. Małachowskiego 13, 1840:  dworzec Górnośląski,  teren zadrzewiony, ogrodzenie metalowe
- dworzec pocztowy (dwa perony z wolnostojącymi wiatami i układ torowy), ul. Małachowskiego 11, l. 1904-05
- dworzec Świebodzki, pl. Orląt Lwowskich, l. 1842, 1873
- dworzec Wrocław-Brochów → Wrocław-Brochów
- dworzec Wrocław-Kuźniki, ul. Metalowców 61, l. 1909-10
- dworzec Wrocław-Nadodrze, pl. Staszica, l.  1868, 1912
- dworzec kolejki wąskotorowej, szach., pl. Staszica 2 a, z XIX w.: wiata peronowa, drewn.
- nastawnia wschodnia w zespole stacji kolejowej Wrocław Psie Pole, ul. Dobroszycka, 1937-38
- dworzec Wrocław Żerniki → Wrocław – Żerniki

## Mosty
- most Grunwaldzki, ul. Słowackiego, 1907 r.
- most Mieszczański, ul. Mieszczańska, 1876 r.
- most Młyński (południowy), ul. św. Jadwigi – pl. Bema, 1885 r.
- most Młyński (północny), ul. św. Jadwigi – pl. Bema, 1885 r.
- most Oławski, ul. Na Grobli, 1879 r.
- most Osobowicki (1 przęsłowy), ul. Reymonta, 1898 r.
- most Osobowicki (8 przęsłowy), ul. Reymonta, 1897 r.
- most Piaskowy, ul. św. Jadwigi, 1861 r.
- most Pomorski (południowy), kam., 1904-1905 r.
- most Pomorski (środkowy), blachownicowy, 1935 r.
- most Pomorski (północny), blachownicowy, 1924 r.
- most gen. Sikorskiego, ul. Podwale Mikołajskie, 1875 r.
- most Trzebnicki (1 przęsłowy), ul. Trzebnicka, 1892 r.
- most Trzebnicki (4 przęsłowy), ul. Trzebnicka, 1897 r.
- most Tumski, ul. Najświętszej Marii Panny, 1888-89 r.
- most Zwierzyniecki, ul. Skłodowskiej-Curie, 1897 r.

## Budowle hydrotechniczne
- młyny św. Klary, Wyspa Słodowa, XVIII w.
- zabudowania portu miejskiego, ul. Kleczkowski 50-58:  budynek zarządu portu, 1899–1900,  portiernia, 1899–1900,  magazyn cukru, 1898–1901,  magazyn drobnicy, 1899–1901, spichrz, l. 1900-02
- zespół elektrowni południowej na Odrze, ul. Nowy Świat 46, 1922-24:  hala maszynowni (turbiny, generatory),  rozdzielnia,  most dojazdowy, ogrodzenie ze stalową bramą
- zespół elektrowni północnej na Odrze, ul. Księcia Witolda 3 a: hala maszynowni (turbiny, generatory),  jaz klapowy i dwa pawilony sterownicze,  umocnione nabrzeża
- zespół wodociągów, ul. Na Grobli:  portiernia, 1910 r.,  budynek adm., 1870, 1928,  warsztaty, 1920,  kotłownia Zach., 1874,  kotłownia wsch., 1871,  pompownia wsch., 1892, 1934, budynek adm.-socjalny, 1890, 1934,  osadnik ze śluzą, 1879, przepompownia „Rakowiec”, 1907,  rogatka, obecnie dom mieszk., k. XIX w.,  filtr, obecnie zbiornik wody, 1890,  pompownia, 1924, zbiornik wody, 1896, 1924,  budynek odżelaziacza, 1905,  filtry pośpieszne, 1920, 1931, stawy osadnikowe, 1920, 1931, schron, 1930,  torowisko kolejki, k. XIX w.,  ogrodzenie, k. XIX w.,  port „Ujście Oławy”, k. XIX w., wieża wodociągowa, z k. XIX w.
- zespół budynków stacji pomp „Świątniki”, 1901-1904:  budynek główny, dwie studnie zbiorcze,  odżelaziacz i zbiornik wody czystej, odolejacz,  filtry biologiczne (zbiornik nieczystości), waga pojazdowa, dwa budynki biurowe, obecnie budynek mieszkalny, kantyna, obecnie budynek gospodarczy, dwa transformatory, dwie przepompownie, ogrodzenie z bramą, wieżyczka odpowietrzająca (poza zakładem)
- budynek przepompowni ścieków „Szczytniki”, ul. Kochanowskiego 6a, 1909 r.
- wieża wodociągowa, ul. Przybyszewskiego, 1914 r.
- wieża wodociągowa, ul. Warszawska 2, 1903 r.
- wieża wodociągowa – widokowa, ul. Wiśniowa, 1905 r.

## Zajezdnie tramwajowe
- hala postojowa zajezdni tramwajowej, dwusegmentowa z wieżą wodną, ul. Legnicka 65 a, l. 1900, 1925
- hala postojowa zajezdni tramwajowej, ul. Powstańców Śląskich, 1901 r.
- zajezdnia tramwajowa „Dąbie”, ul. Wróblewskiego 38/40: dwie  hale postojowe, 1913,  hala remontowa, 1913,  budynek administracyjny, 1913, dom mieszkalny, 1913,  trafostacja, 1934, trzy  słupy trakcji napowietrzsnej, po 1920, dwa słupy przystankowe, po 1920,
- zajezdnia tramwajowa „Ołbin”, ul. Słowiańska 16,  hala postojowa, trzysegmentowa, 1910-11, budynek administracyjny, 1938, budynek administracyjny, ul. Ołbińska 25, 1902, willa, ul. Kręta 25, z l. 1885,1939

- dwa hangary przenośne, nr 3 i 4, na lotnisku Starachowice, ul. Graniczna 13, 1938 r.
- zespół d. tkalni i przędzalni bawełny, ul. Stabłowicka 118, 118 a, 118 b: portiernia z bramą, 1 ćw. XX w., główna hala produkcyjna z maszynownią, warsztatami i stołówką, 1890, wieża ciśnień, 1890, budynek warsztatowy, 1 ćw. XX w., czesalnia, z XX w.
- zespół Browarów Dolnośląskich „Piast”, ul. Jedności Narodowej 204, budynek zarządu browaru, budynek zarządu słodowni, budynek butelkowni, budynek leżakowni, fermentowni, stolarni i bednarni
- zespół młyński w Świniarach, ul. Zarzecze 2, 1870, pocz. XX w.,  młyn z młynówką, budynek mieszkalny, budynek gospodarczy,
- młyn „Sułkowice”, ul. Poprzeczna 33-35, ok. 1900, budynek administracyjny, po 1930 r.
- ślusarnia w zespole Zakładów Materiałów Ogniotrwałych, ul. Trzmielowicka 16-20, 1920 r.
- budynek główny d. zakładów zbrojeniowych „Rheinmetall Borgis”, ul. Bierutowska 57/59, 1940 r.

## Budynki mieszkalne
- dom, ul. Hubska 7, 1905 r.
- dom, ul. Igielna 5, z XIX w.
- dwa domy, ul. św. Jadwigi 9, 10
- budynek nr 13, w d. zespole koszarowym, ul. Hallera 42, z k. XIX w.
- dom, ul. Jedności Narodowej 39
- dom, ul. Kasprowicza 95, 1936 r.
- dom – fragment parteru, ul. Katedralna 1, poł. XVIII w.
- dom Edyty Stein, ul. Nowowiejska 38, 1890
- Dom Panien Trzebnickich, pl. Nankiera 8, pocz. XIII w.-XX w.
- budynek duszpasterstwa jezuitów, pl. Nankiera 17, XVIII w./XIX w.
- dom architekta Grasa, ul. Noakowskiego 27, 1936
- 4 domy, pl. Piłsudskiego 1, 3, 5, 7, 1914 r.
- domy z ogrodzeniem, ul. Racławicka 11, 13, l. 1905, 1908
- dom z wiatą magazynową, ul. Sokolnicza 34, 36, 38, po 1880 r.
- dom, ul. Słodowa 32, k. XVIII w.
- galeriowiec, ul. Tramwajowa 2, 1929 r.
- dom wieloklatkowy, ul. Tramwajowa 2 a, 1929 r.
- dom studencki „Pancernik”, ul. Tramwajowa 2b,1929
- domy wielorodzinny, ul. Tramwajowa 4, 5, 5 a, 6, 7, 7 a, 8, 9, 10, 12, 14, 16, 18, 20, 22, 24, 26, 28, 30, 1929
- dom d. Zarządu Gminy Żydowskiej ze szkołą i mykwą, ul. Włodkowica 5-7/9, l. 1899-1901
- budynek łaźni źródlanej przy mykwie, ul. Włodkowica 5a, 1902 r.
- dom z ogrodem, ul. Włodkowica 8-8a, l. 1830, 1870
- dom d. Stowarzyszenia Życia Zgodnego z Naturą, ul. Wojciecha z Brudzewa 8, l. 1929-30
- dom, pl. Wolności 7 a, → zespół d. pałacu królewskiego, ul. Kazimierza Wielkiego

### Wille
- willa z ogrodem, ul. Biegasa 2, 1880 r.
- willa Milenz, ul. Bończyka 5, l. 1898-99
- willa, ul. Chełmońskiego 23, 1910 r.
- willa, ul. Chopina 25, drewn., 1920 r.
- willa, ul. Dembowskiego 9, 11, 13, 15, 1929 r.
- willa, ul. Dicksteina 3, 1909
- zespół willi, ul. Grottgera 6: willa, garaż, ogród,  nr 8, z l. 1919-20, nr 9, 1913 r.
- zespół willi. ul. Grunwaldzka 98,  XIX w. -pocz. XX w.:  willa,  stajnia i garaż,  łącznik (ganek)
- willa, ul. gen. Hallera 6/8, po 1890 r.
- willa, ul. Jastrzębia 18/20, 1905 r.
- willa z ogrodem, ul. Jaworowa 9-11, l. 1912-1913
- willa, ul. Karłowicza 28, 1921 r.
- willa, ul. Kasprowicza 73, 1900 r.
- zespół willi, ul. Kasztanowa 23, 1900: willa, ogród, altana
- willa, ul. Kopernika 16, 1910 r.
- willa z ogrodem, ul. Krzycka 16, l. 1900-1905
- dom, ul. Krzycka 21, 1909
- willa (2 segmenty), ul.Lipińskiego 22-24, 1919 r.: ogród
- willa, ul. Liskego 5/7, l. 1876-81, 1930 r.
- willa, ul. Parkowa 19, 1907 r.
- willa, ul. Powstańców Śląskich 22, 1850-60, 1922
- willa, ul. Powstańców Śląskich 202, pałac, 1906 r.
- willa, ul. Sępia 7, l. 1923-24
- willa, pl. Staszica 30, 1876, 1925 r.
- willa, ul. Wróblewskiego 11, l. 1900-1905
- wille, ul. Zielonego Dębu 17, 17 a, 19, 21, 23, 25, 1929 r.
- willa z garażem, ul. Warszawska 1, z 1908 r.: ogród z pocz. XX w.
- willa, ul. Platanowa 4, z 1907 r.:  ogród; ul. Platanowa 4-6, z 1921 r., ogrodzenie
- willa, ul. Rubczaka 13, z l. 1870-80, 1914 r.

### Kamienice
- kamienice, ul. św. Antoniego 8, 12, 16, 22, 26, 28, 30 ,34→ zespół klasztorny elżbietanek,  33 b, z 1700 r., XVIII w., XIX w. z l. 1902-5
- kamienice, ul. Białoskórnicza 5, 6, 6, 7, 8, 9, 10, 16, 17-24, 17, 18, 19, 20/21, 22/23, 24/25, 26/27, XVI w., XVII w., XVIII w.-XIX w.
- kamienica, ul. Biskupia 10 a/ Wita Stwosza, z XV w., 1863 r.
- kamienica, ul. Chemiczna 5, 1904 r.
- kamienice, ul. Cieszyńskiego 1,  16, z XVII w., pocz. XIX w.
- kamienica, ul. Drobnera 10, 1896 r.
- kamienica, obecnie urząd celny, ul. Hercena 11, 1880 r.
- kamienica „Pod Królem Salomonem”, ul. św. Jadwigi 9, XVIII w./XIX w.
- kamienica "Pod Okiem Opatrzności", ul. św. Jadwigi 10, XVIII w./XIX w.
- kamienica, ul. Janiszewskiego 18, l. 1890-1910
- kamienica, ul. Jedności Narodowej 180, 1896 r.
- budynek Instytutu Botaniki UW, ul. Kanonia 6-8, 1886 r.
- kanonia, ul. Kapitulna 4, z XVIII w.
- d. sierociniec, ul. Katedralna 4, pocz. XVIII w., po 1945 r.
- kanonia, ul. Katedralna 5, z XV w., XVI w.
- kanonia z oficyną, ul. Katedralna 6, z XVIII w.
- kanonie, ul. Katedralna 5,  6, 7, 8, 9,  13, z XV w., XVI-XVIII w.
- pałac  „Prepozytówka”, ul. Katedralna 11, z k. XVIII w.
- dom – fragment parteru, ul. Katedralna 14/16, z XVIII w.
- pałac z ogrodem, ul. Katedralna 15, z XIII w., k. XVIII w.
- Biskupi Konwikt Teologiczny „Gregorianum”, obecnie seminarium duchowne, pl. Katedralny 14,l.  1894-95
- domy kapituły, pl. Katedralny 16, 17, z XV/XVI w.-poł. XVIII w.
- plebania, pl. Katedralny 18, z pocz. XIX w.

- ul. Kazimierza Wielkiego
  - kamienica, ul. Kazimierza Wielkiego 9 (d. ul. Złote Koło 3), z XVIII w.
  - kamienica, ul. Kazimierza Wielkiego 11 (d. ul. Złote Koło 4), z XVI w., XVIII w.
  - kamienica, ul. Kazimierza Wielkiego 13 (d. ul. Złote Koło 5), z XVIII w.
  - kamienica, ul. Kazimierza Wielkiego 15 (d. ul. Złote Koło 6), z drugiej poł. XVIII w.
  - kamienica, ul. Kazimierza Wielkiego 17 (d. ul. Złote Koło 7), z drugiej poł. XVIII w.
  - kamienice, ul. Kazimierza Wielkiego 39 (d. 40/41), 41 (d. 42),  43,  44, 47, 49, 51,  65 (d. ul. Słodowa 17), z XVI w., XVIII w., XIX w./XX w.
- Ulica Kiełbaśnicza
  - kamienica, ul. Kiełbaśnicza 2, poł. XIX, nr rej.: A/2707/261 z 30.12.1970
  - kamienica, ul. Kiełbaśnicza 3/4, XVIII, nr rej.: A/2327/62 z 25.01.1962
  - kamienica, ul. Kiełbaśnicza 5, XVIII, nr rej.: A/4022/63 z 25.01.1962
  - kamienica, ul. Kiełbaśnicza 6, XVIII, nr rej.: A/1569/64 z 25.01.1962
  - kamienica, ul. Kiełbaśnicza 7 a / św. Mikołaja 77, XIV, 1860, nr rej.: A/1572/562/Wm z 3.06.1996
  - kamienica, ul. Kiełbaśnicza 14, XVIII, nr rej.: A/1570/65 z 25.01.1962
  - ul. Kiełbaśnicza 15, XVI, nr rej.: A/1591/66 z 6.02.1962
  - 4 kamienice, ul. Kiełbaśnicza 16, 17, 18, 19, XV-XX, nr rej.: A/1502/514/Wm z 24.03.1993
  - kamienica, ul. Kiełbaśnicza 20, A/4021/XV, XVI, nr rej.: 67 z 6.02.1962
  - kamienica, ul. Kiełbaśnicza 28, XV, XVII-XIX, nr rej.: A/5264/398/Wm z 2.02.1979
  - kamienica, ul. Kiełbaśnicza 29, XVIII, nr rej.: A/1571/68 z 30.12.1970
  - kamienica, ul. Kiełbaśnicza 32 / Ruska 1, XVIII, nr rej.: A/5254/254 z 30.12.1970
  - dom, ul. Kiełbaśnicza 39, nr rej.: 129 z 6.12.1949
- kamienica z oficynami, ul. Kołłątaja 31, 32, 33, l. 1873-1913
- kamienica z oficynami, ul. Kościuszki 14 a, b, l. 1847, 1923-24
- d. hotel „Savoy”, pl. Kościuszki 19, 1911 r.
- fasada kamienicy, ul. Kościuszki 33, 1850 r.
- fasada kamienicy, ul. Kościuszki 37, l. 1850, 1907
- kamienice ul. Kościuszki 49/49 a z oficyną, 51, z l. 1900-01
- dom, ul. Kotlarska 29, XIV w., XVII w.
- kamienica, ul. Krasińskiego 21-23, 1899 r.
- 7 kamienic, ul. Krupnicza 1, 3, 5, 7, 9, 11, 13, drugiej poł. XIX w.
- Nowa Giełda, ul. Krupnicza 15, l. 1865-67
- kamienica, ul. Kuźnicza 43/45, 60/62,  65/66, XVI w.,  XVIII w., 1911
- d. loża masońska „Horus”, ul. Lelewela 15, l. 1870, 1890
- kamienice, ul. Kurzy Targ 3, 4, 5, XV w., XVI w., XVIII w.
- kamienica „Pod Srebrnym Hełmem”, ul. Kuźnicza 12, XVIII w.
- kamienice, ul. Łaciarska 28, 30/31, 32/33, XIV w.-XVI/XVIII w.
- dom, ul. Łaciarska 41, drugiej poł. XVIII w.
- dom pomocy społecznej, obecnie szkoła muzyczna, ul. Łowiecka 13/17, 1906 r.
- jatki – zespół kramów mięsnych, ul. Malarska 1-24, XVII-XVIII w. (24 domy)
- kamienica, ul. Malarska 30
- dom altarystów „Jaś”, ul. św. Mikołaja 1, XIV w., XX w.
- kamienice-domy, ul. św. Mikołaja 8, 9, 10,  13, 22, 40, 41 fasada, 51, 59, 60, 64, 65-68- Rzeźnicza 26-27,  80, XIII w., XVII w., XVIII w., XIX w., XX w.
- dom z ogrodem, ul. Moniuszki 6, l. 1919, 1925
- loża masońska, obecnie klub, pl. Muzealny 16, 1911 r.
- d. klub wioślarski, ul. Na Grobli 30, 32, 1910 r.
- kamienica, pl. Nankiera 2, pocz. XIX w.
- kamienica z oficyną, pl. Nankiera 3, poł. XIX w.
- kamienica, pl. Nankiera 5, 6, 7,. XIX w.

- 14 kamienic, ul. Norwida 9,11,13,15,17,19,21,18,20,22,24,26,28,30
- kamienice ul. Odrzańska 1, 2, 7, 8,  9, 10, 13,XVIII w., XIX w.
- domy altarystów, ul. Odrzańska 39-40, XVIII w.
- kamienica, ul. Ofiar Oświęcimskich 1-3, 15, XV, XVI, XIX w.
- kamienica z 3 oficynami, ul. Ofiar Oświęcimskich 19, 19 a, 1869-70, XX w.
- Kamienice na Rynku
  - Kamienica przy Rynku 1 we Wrocławiu
  - Kamienica Pod Gryfami we Wrocławiu
  - Kamienica przy Rynku 3 we Wrocławiu
  - Kamienica Pod Złotym Orłem we Wrocławiu
  - Kamienica przy Rynku 5 we Wrocławiu
  - Kamienica Pod Złotym Słońcem
  - Kamienica Pod Błękitnym Słońcem
  - Kamienica Pod Siedmioma Elektorami
- 3, 4, 5, 6, 8, 12 – pl. Solny 20, 13, 14, 15, 16, 17, 18, 19, 20, 21, 22, 23, 24, 25,  26, 27/28, 29, 30, 31/32 „Feniks”, 33,  34, 35, 36 i 37, 38, 39, 40, 41 – Wita Stwosza „Pod Złotym Psem”, 42, 43, 44 „Pod Złotym Jeleniem”, 45, 46, 47, 48, 49, 50, 51, 52, 53, 54, 55, 56, 57, 58, 59, 60, XIII w., XIV w., XV w., XVI/XVII w., XVIII w., XIX w., XX w.
- Kamienice, Rynek-Ratusz
  - 7, 8, 9, 10, 11/12, 13, 14, 15, 16, 17, 18, 19, 20, 22, 23, 24, 25, 26 i 27, XV-XVII w., XVIII w., XIX w., XX w.
- klub żeglarski – dom z hangarem, ul. Rzeźbiarska 4, 1915 r.
- kamienice, ul. Rzeźnicza 2, 3, 4, XVI, XVIII w./XIX w.
- kamienica narożna, ul. Prusa 5 → kamienica narożna, ul. Świętokrzyska 57
- kamienica, ul. Prusa 42, 1886 r.
- kamienica, ul. Przejście Garncarskie 4, 6,  8, 10,  12, XVI w., XIX w.
- kamienica, ul. Przestrzenna 27, 1908 r.
- fasada kamienicy, ul. Przestrzenna 40, 1911 r.
- kamienice, ul. Psie Budy 5/6, 7/9, 8, 9, 10, 11, 12/13, 14/15, XVI-XVII, XVIII w.
- kamienice, ul. Podwale 61,  62, 62 a, 63, 64,  65, 66, 68,  69 i ogród, ogrodzenie, 73, 74, 75, 1843-6, XIX w./XX w.
- kamienica, pl. Powstańców Śląskich 11, 1908 r.
- kamienica, ul. Piastowska 34, 1903 r.
- dom, ul. Ruska 18, 47/48 oficyna,  XVIII w., 1905 r.
- kamienica, ul. Ruska 39, 49, XVIII w.
- pasaż handlowy, 1903–1905, ul. Ruska 51 –  św. Antoniego 15

- kamienica (elewacje narożne z wieżą), ul. Sienkiewicza 89, 1900 r.
- kamienica, ul. Skargi 19, l. 1875-76
- 2 kamienice, ul. Skłodowskiej-Curie 47, 49, l. 1890-1910
- kamienica, ul. Smoluchowskiego 24-26, 1910 r.
- kamienica, pl. Solny 2/3, 4, 5,  6/7,  6/7 a, 8/9, 10, 11/12, 13, 14, 15, 16 Stara Giełda, 18-19, XV, XVI,  XVIII w., XIX w., XX w.
- kamienica, pl. Staszica 10, 12, pocz. XX w.
- kamienice, ul. Wita Stwosza 15, 16 pałac z XVIII w., XIX w., XX w.
- kamienice, ul. Sukiennice 1, 2, 3, 4, 10/11,12/13, 14/15, 1825, XX w.
- kamienica, ul. Szajnochy 11, 1891 r.
- kamienica, ul. Szewska 5, 1780 r.
- kamienica, ul. Szewska 19-21, 1914 r.
- kamienica, ul. Szewska 35, XVII w., XIX w.
- kamienica z oficyną, ul. Szewska 50-51, 1905 r.
- kamienica, ul. Szewska 74, XIX w./XX w.
- kamienica, ul. Świdnicka 36 / pl. Teatralny 1, 1870
- kamienica narożna, ul. Świętokrzyska 57 / Prusa 5, pocz. XX w.
- łaźnia miejska, ul. Teatralna 10, l. 1897, 1908, 1925
- kamienice, pl. Teatralny 2, 3, 4 resursa kupiecka, XIX w./XX w.
- 5 kamienic, pl. Uniwersytecki 7, 8, 10, 11/12, 13, XVIII w., XIX w., \nr rej.: A/4014/338/Wm z 24.07.1976
- kamienica, pl. Uniwersytecki 15, XVIII w., XIX w.
- 3 kamienice, ul. Więzienna 1, 2, 3, drugiej poł. XVI w.
- d. więzienie miejskie, ul. Więzienna 6, XV w.
- dom, ul. Więzienna 19, 1 poł. XVIII w.
- kamienice, ul. Księcia Witolda 42, 44, k. XVIII w., XIX w.
- kamienica z oficyną, ul. Władysława Łokietka 11, l.  1884-85
- kamienica, ul. Włodkowica 3, l. 1853, 1911
- kamienica, ul. Worcella 5, l. 1889-90
- kamienica, d. ul. Złote Koło 8, nie istnieje

## Budynki użyteczności publicznej
- zespół d. gimnazjum św. Elżbiety, obecnie Instytut Pedagogiki UW, ul. Dawida 1-3, 1900-03: szkoła, dom rektora,  budynek toalet,  ogrodzenie mur./met.
- zespół d. szkół budowlanych, ul. Dawida 5-11, z l. 1901-09: szkoła (I), ul.Dawida 5-7, dom nauczyciela z salą gimnastyczną,  budynek toalet, obecnie warsztaty,  szkoła (II(, ul. Dawida 9-11,  ogrodzenie od strony ulicy
- budynek biurowy, ul. Długosza 2, l. 1898-1901, 1922
- d. areszt wojskowy, ul. Drobnera 1, 1876 r.
- d. Gimnazjum ewangelickie św. Elżbiety, ul. św. Elżbiety 4, l. 1835, 1873, 1883
- Śląskie Towarzystwo Ubezpieczeń Przeciwpożarowych, obecnie bursa szkół artystycznych, pl. Jana Pawła II (d.1 Maja 2) / Podwale 12, 1879 r.
- gmach Dyrekcji Kolei Królewskich, obecnie biurowiec PKP, ul. Joannitów 13, l. 1911-14

- szpital Grobu Świętego, obecnie szkoła, ul. Kazimierza Wielkiego 1 (d. ul. Nowy Świat 41/43), z XV w., XVIII w.
- zespół pałacu królewskiego, ul. Kazimierza Wielkiego 33/35, z XVIII w.-XIX w.: pałac Spätgenów,  założenie ogrodowe, ul. Kazimierza Wielkiego / Modrzejewskiej, skrzydło południowe, pl. Wolności 7 a, 1843,  dom dla służby, pl. Wolności 7a, 1860
- budynek internatu, ul. Kopernika 9, 1929 r.
- bank, ul. Kościuszki 8, l. 1912-1913
- pałac Schaffgotschów, obecnie klub studencki „Pałacyk”ul. Kościuszki 34, po 1890 r.
- budynek d. dworca lotniczego, ul. Lotnicza 22, 1937 r.
- biurowiec, pl. Nowy Targ 1-8, l. 1914-1918
- budynek kontroli celnej, ul. Mickiewicza 4, 1885 r.
- stajnia w d. zespole koszarowym, obecnie archiwum, ul. Mieszczańska 9, l. 1880, 1913
- pałac,  ul. Międzyrzecka 4, po 1894 r.
- budynek przemysłowy, ul. Mennicza 25, XVIII w
- poczta, ul. Krasińskiego 1-9, l. 1926-29
- Dwór książąt opolskich we Wrocławiu, relikty, pl. Nankiera 1, k. XIV w., XVI w., 1909 r.
- pałac, pl. Nankiera 4, k. XVIII w.
- biurowiec „Miastoprojekt”, ul. Ofiar Oświęcimskich 38/40, pocz. XX w.
- bank, ul. Ofiar Oświęcimskich 41/43, 1910 r.
- budynek d.dzielnicowego domu kultury, pl. Piłsudskiego 2-4, l. 1915-20
- kinoteatr „Capitol”, obecnie kino „Śląsk” i operetka, 1929:  budynek główny, ul. Piłsudskiego 67, budynek tylny, ul. Bogusławskiego 14
- budynek Towarzystwa Ubezpieczeniowego, ul. Piłsudskiego 70/72, 1 poł. XIX w., 1873 r.
- gmach Sejmu Śląskiego, ul. Piłsudskiego 74, l. 1893-96
- hotel „Piast”, ul. Piłsudskiego 98, l. 1908-10
- koszary kawalerii, ul. Podwale 27 i 28, 1835 r.
- gmach komendy wojewódzkiej policji, ul. Podwale 31-33, l. 1926-28
- dom handlowy, ul. Podwale 37/38 → zespół domów handlowych, ul. Świdnicka 37
- budynek PWSSP, pl. Polski 3/4, 1866-67, 1905
- zespół d. szpitala im. Cesarzowej Augusty, ul. Poniatowskiego 2-4: budynek główny, 1865-67, 1930,  budynek laboratorium, 1900,  kostnica, 1889, park szpitalny (teren działki), 4 ćw. XIX w., ogrodzenie od strony ulicy, mur/met., 4 ćw. XIX w.
- zespół d. urzędu finansów, ul. Pretficza 9-11, 1925:  budynek główny, pawilon ogrodowy, układ zieleni
- gmach dyrekcji poczty, ul. Powstańców Śląskich 134-138, l. 1912-1915
- dom dziecka, ul. Racławicka 27, l.  1903-1919
- hotel PKP nr 1, ul. Rejtana 11, l. 1875-77, 1916
- dom handlowy, ul. Ruska 3/4, 1901 r.
- budynek biurowo-handlowy, ul. Ruska 6/7, pocz. XX w.
- domy handlowy, ul. Ruska 11-12, 32, 33,  51- oficyna pn.-zach. pawilon, na dziedzińcu wewnętrznym, 1820, 1907, XX w.
- szpital św. Jerzego, obecnie zakład opiekuńczo-leczniczy, ul. Rydygiera 22-28: budynek szpitalny „Dom św. Jadwigi”, 1908, budynek pomocniczy „Dom św. Anny”, 1906,  łącznik z kaplicą, l. 1916, 1934
- dom handlowy, Rynek 1, l. 1906-1907
- dom towarowy „Kameleon”, ul. Szewska 6/7, 1927 r.
- gmach Towarzystwa Kredytowego, ul. Rzeźnicza 28-31, 1900 r.
- dom handlowy d. „Schlessinger i Grünbaum”, ul. Rzeźnicza 32/33, XIX w./XX w.
- spichrz, ul. Rybacka 7-9, l. 1860, 1872
- budynki d. piekarni WZS, ul. Sienkiewicza 18 -22: magazyn mąki, 1914-15, budynek produkcyjny z kominem,  XIX w.-1914 r., budynek łącznika zach., l. 1914-15
- budynek Instytutu Zoologii, ul. Sienkiewicza 21, 1902 r.
- łaźnia miejska, ul. Skłodowskiej-Curie 1, 1911 r.
- hotel „Niemiecki Dom”, obecnie „Sajgon”, 1903–1904, ul. Wita Stwosza 22-23
- biblioteka uniwersytecka, ul. Szajnochy 7/9, l. 1887-91
- budynek d. Komendantury Generalnej, obecnie sąd wojskowy, ul. Sztabowa 28-30, 1928 r.
- dom handlowy, ul. Świdnicka 7, l. 1896, 1927
- dom handlowy „Modehaus”, ul. Świdnicka 19, 1905 r.
- hotel „Monopol”, ul. Świdnicka 33, 1890-92, 1905 r.
- dom handlowo-usługowy, ul. Świdnicka 34 / pl. Teatralny 8, 1911 r.
- zespół domów handlowych, ul. Świdnicka 37 / Podwale 37/38, XIX w./XX w.: dom mieszkalno-handlowy, ul. Świdnicka 37,  dom handlowy, ul. Podwale 37/38
- dom towarowy „Centrum”, ul. Świdnicka 40, 1929 r.
- zespół zabudowy, ul. Tęczowa 7, drugiej poł. XIX w.: dom, obecnie budynek administracyjny,  budynek mieszkalno-magazynowy, dwie stajnie, dwie wozownie
- Dwór szachulcowy we Wrocławiu, ul. Wiejska 17, 1550, XVII w., 1930 r.
- gmach Akademii Muzycznej, ul. Wietrzna 10, 1905 r.
- szpital św. Łazarza, obecnie dom Pomocy Społecznej, ul. Traugutta 54, pocz. XIX w.
- klub sportowy – przystań wioślarska, ul. Wybrzeże Wyspiańskiego 40, 1928 r.
- Dom Klubowy Kampanii Rheno-Palatia, ul. Wyspa Słodowa 10, l. 1875-1932
- bank, pl. Wolności 10, po 1870 r.

## Pałace
- pałac książąt Hohenlohe (Schlegenbergów), ul. Wita Stwosza 12, 1801, XIX w.
- pałac rodziny Hoym, ul. Parkowa 28, pocz. XIX w.
- pałac Wallenberg-Pachalych, ul. Szajnochy 10, l. 1785-87
- pałac Hornesów, ul. Szewska 48, 1730 r.
- pałac książąt legnicko-brzeskich, ul. Szewska 49, XIV w., 1600, XVIII w.
- pałac biskupi (letni), ul. Traugutta 111/112, l. 1732-37
- pałac Leipzigera, ul. Wierzbowa 15, 1872-74, XX w.
- pałac Oppersdorfów, ul. Wierzbowa 30, l. 1714-20
- pałac, ul. Włodkowica 4, l. 1898/99

## Inne obiekty
- dróżniczówka kolejowa, ul. Pęgowska, 1853 r.
- kordegarda, ul. Świdnicka 38 a, poł. XVIII w., 1 poł. XIX w.
- magazyny, ul. ks. Witolda 48/50 (d. 52), 56 (dec.52/54), 56/60 magazyn koszarowy, 62-70 piekarnia garnizonowa, XIX w., XX w.

Wrocław – Brochów
- zespół kościoła par. pw. św. Jerzego i Podwyższenia Krzyża, ul. Semaforowa 5/7, ul. Biegła 2, z 1910 r.: kościół, dom kościelnego, łącznik-brama
- dworzec Wrocław-Brochów, z drugiej poł. XIX w.: wiaty peronowe
- zespół dworski: Dwór z XVIII w. we Wrocławiu, park

Wrocław – Jerzmanowo 
- kościół pomocniczy pw. św. Jadwigi, ul. Jerzmanowska 87, z pierwszej poł. XIV w., XV w., 1706 r.
- cmentarz kościelny
- kościół ewangelicki, obecnie rzym.-kat. par. pw. NMP Królowej Polski, ul. Jerzmanowska 83, 1880 r.

Wrocław – Leśnica
- historyczny układ urbanistyczny, z XIII w.-XX w.
- kościół pw. św. Jadwigi i św. Macieja, ul. Wolska 6, z drugiej poł. XV w., l. 1739-55
- zespół stacji kolejowej „Wrocław-Leśnica”, ul. Rubczaka 20:  dworzec kolejowy, z drugiej poł. XIX w., trzy  wiaty peronowe, drewniane z 1900 r., z przejściem podziemnym z 1903 r., budynek nastawni z 1903 r.
- zespół pałacowy, pl. Świętojański 1, z XIV w.-XVIII w., XIX w., po 1945 r.:  pałac, park
- poczta, ul. Skoczylasa 19 / Rubczaka 2, l. 1894-4, 1926-27
- wodociągowa wieża ciśnień, komunalna, ul. Polkowicka, z 1915 r.

Wrocław – Muchobór Wielki
- kościół pw. św. Michała Archanioła, ul. Stanisławowska, z XVI w., XIX w.

Wrocław – Ołtaszyn

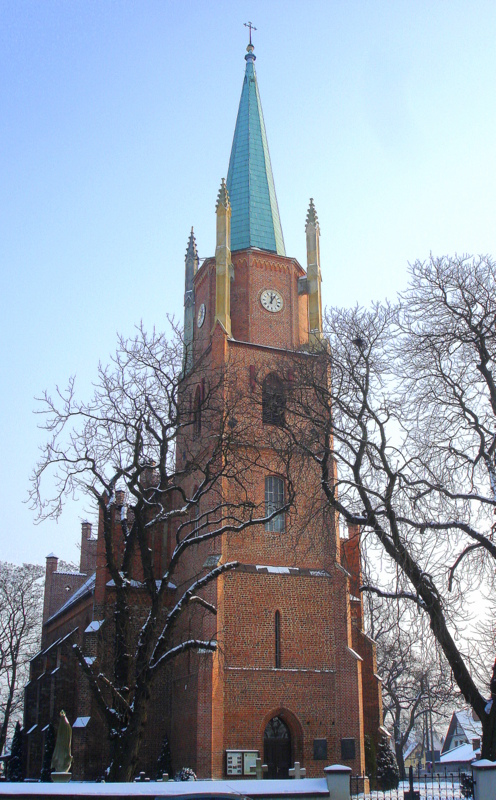
Kościół Wniebowzięcia Najświętszej Maryi Panny we Wrocławiu-Ołtaszynie

- osiedle mieszkaniowe (zespół budowlany – 32 domy z działkami), ul. Strączkowa, l. 1921-22
- kościół pw. Wniebowzięcia NMP, z XIII w., XVI/XVII, ul. Pszczelarska 10

Wrocław – Osobowice
- kościół par. pw. św. Teresy od Dzieciątka Jezus, ul. Osobowicka 129, z 1930 r.
- kaplica Kornów pw. Nawiedzenia NMP, ul. Lipska, z drugiej poł. XIX w.
- cmentarz Osobowicki, ul. Osobowicka 47, z 1871 r.: kaplica cmentarna z l. 1920-21

Wrocław – Pawłowice
- zespół pałacowy i folwarczny, ul. Pawłowicka 85-101/ Widawska, z k. XIX w.: pałac z łącznikiem z 1891 r., oficyna z 1891 r., dom zarządcy, młyn, stajnia, wieża wodna,  dom ogrodnika, dom leśniczego, park, glorieta, mostek, fontanna, dwie bramy wjazdowe

Wrocław – Pracze
- kościół ewangelicki, obecnie rzym.-kat. pw. św. Anny, szachulcowy, ul. Brodzka 163, XVI-XVII w.
- plebania ewangelicka, obecnie rzym.-kat., szachulcowa, ul. Brodzka 163, z 1648 r.
- zespół szpitalny, obecnie zespół szkół rolniczych, ul. Stabłowicka 147/149, z l. 1900-1913: budynek administracyjno-socjalny, sześć pawilonów leczniczych, willa lekarza, dwa domy mieszkalne dla personelu, lodownia, dom ogrodnika, lodownia, budynek gospodarczy, stajnia i remiza, kostnica, gołębnik, wieża ciśnień, park

Wrocław – Swojczyce
- kościół ewangelicki, obecnie rzym.kat. pw. św. Jacka, szachulcowo-murowany, ul. Miłoszycka 20a, z XVI-XVII w.

Wrocław – Widawa
- kościół pw. św. Anny, ul. Zduńska 8, z 1384 r., ok. 1600 r., XVIII w.

Wrocław – Żerniki
- kościół pw. św.św. Wawrzyńca i Małgorzaty, ul. Żernicka 247, z XIII w., XV w., l. 1947-50
- dworzec Wrocław – Żerniki, ul. Żernicka, z l. 1880, 1898, 1903: wiata peronowa, drewniana, 1880 r.
- dom, ul. Żernicka 229, z XIX w./XX w.
- szalet, obecnie budynek gospodarczy przy domu, z XIX w./XX w.
- ratusz, Rynek, drugiej poł. XIII w., l. 1471-1504
- nowy ratusz, ul. Sukiennice 9 / Rynek Ratusz 3/6, z XV w., 1859 r.
- zespół Hali Stulecia, ul. Wróblewskiego / Wystawowa 1, l. 1911-13:  hala Stulecia („Ludowa”), pawilon 4 kopuł, pawilon restauracyjny, pergola, kolumnada, iglica
- gmach Muzeum Narodowego, pl. Powstańców Warszawy 5, l. 1883-86
- zespół budynków Panoramy Racławickiej z otoczeniem (teren z drzewostanem), ul. Purkyniego 11, l. 1970-85,  rotunda,  budynek administracyjno-techniczny
- opera, ul. Świdnicka 23, z l. 1837, 1871, 1955
- Uniwersytet Wrocławski → zespół klasztorny jezuitów, pl. Uniwersytecki 1
- zespół Politechniki Wrocławskiej, ul. Wyspiańskiego – Smoluchowskiego, z l. 1905-11, 1935: budynek główny, ul. Wyspiańskiego 27,  budynek chemii, ul. Wyspiańskiego 29, budynek chemii, ul. Smoluchowskiego 23, budynek laboratorium, ul. Smoluchowskiego 21,  budynek laboratorium, ul. Smoluchowskiego 19, budynek laboratorium, ul. Norwida, trzy budynki techniczne,  ogrodzenie z bramą,  instytut hutnictwa, ul. Smoluchowskiego 25-27
- budynek d. „Staadtbauschule”, obecnie politechnika, ul. Prusa 53-55, z l. 1901-1903
- dom dyrektorów d. „Staadtbauschule”, obecnie budynek adm. politechniki, ul. Rozbrat 7, l. 1902-04
- hala targowa, pl. Nankiera, 1908 r.
- więzienie centralne, ul. Kleczkowska 35, k. XIX w.: więzienie męskie (pawilon nr 1), więzienie kobiece (pawilon nr 2), szpital, obecnie kuchnia, budynek gospodarczy (pawilon nr 3), warsztat i pralnia, mur owalny przy bud. administracji i mur okalający zespół
- zespół klinik Akademii Medycznej: zakład Farmakologii, ul. Bujwida 2, 4, zakład Medycyny Sądowej, ul. Bujwida 2, 4, klinika Dermatologiczna, ul. Chałubińskiego 1, klinika Oczna i Otolaryngologiczna, ul. Chałubińskiego 2, klinika Ginekologiczna, ul. Chałubińskiego 3, zakład mikrobiologii, ul. Chałubińskiego 4, Instytut Stomatologii, ul. Chałubińskiego 5, collegium Anatomicum, ul. Chałubińskiego 6 a, zakład filozofii, ul. Chałubińskiego 6 a, apteka, ul. Chałubińskiego 7, administracja, ul. Chałubińskiego 7 a, zakład fizjologii, ul. Chałubińskiego 8/10, zakład Anatomii Patologicznej z kostnicą, ul. Marcinkowskiego 1, rektorat, ul. Pasteura 1-4, Instytut chorób wewnętrznych, ul. Pasteura 1-4,  klinika nefrologiczna, ul. Skłodowskiej-Curie 50/52, państwowy szpital kliniczny, ul. Skłodowskiej-Curie 58, klinika chirurgiczna, ul. Skłodowskiej-Curie 66, klinika radioterapii, ul. Skłodowskiej-Curie 68
- przytułek Fundacji Heimanna, obecnie przychodnia psychiatryczna, ul. Gdańska 2, z k. XIX w.
- budynek szpitala przeciwgruźliczego, Grabiszyńska 105, 1895 r.
- zespół szpitala psychiatrycznego, ul. Kraszewskiego 23/25 (Korzeniowskiego 18 ?), 1887-88:  budynek główny, cztery budynki gospodarcze,  willa (administracja), willa (oddział nerwic), prosektorium, obecnie oddział detoksyzacji, ogród
- dom pomocy społecznej dla kalek, obecnie zespół szpitalny MSW, ul. Ołbińska 32, drugiej poł. XIX w.:  budynek „A”,  budynek „B”,  ogród (układ zieleni wysokiej)
- zespół szpitala rehabilitacyjnego dla dzieci, ul. Poświęcka 8, z l. 1893, 1902, 1927: budynek szpitala,  kaplica bonifratrów pw. Świętej Rodziny,  wozownia, obecnie garaż,  park z aleją dojazdową, ul. Lekarska, ogrodzenie murowane
- zespół szkolno-rehabilitacyjny, ul. Wejherowska 28, 1906-11, budynek główny (szkoła),  ambulatorium, internat,  warsztaty,  zieleń parkowa, ogrodzenie metalowe